# El Copetillo
El Copetillo är en ort i Mexiko.   Den ligger i kommunen Villa García och delstaten Zacatecas, i den centrala delen av landet, 400 km nordväst om huvudstaden Mexico City. El Copetillo ligger 2 064 meter över havet och antalet invånare är 1 373.
Terrängen runt El Copetillo är platt åt sydväst, men åt nordost är den kuperad. Runt El Copetillo är det ganska glesbefolkat, med 47 invånare per kvadratkilometer. Närmaste större samhälle är Loreto, 14,4 km norr om El Copetillo. Trakten runt El Copetillo består till största delen av jordbruksmark.